# 西帯広郵便局
西帯広郵便局（にしおびひろゆうびんきょく）は北海道帯広市にある郵便局。民営化前の分類では集配普通郵便局であった。

## 概要
住所：〒080-2499 北海道帯広市西二十四条南1-7-5

## 沿革
- 1927年（昭和2年）3月1日 - 伏古（ふしこ）郵便局として開局。
- 1955年（昭和30年）2月1日 - 西帯広郵便局に改称[1]。
- 1959年（昭和34年）9月5日 - 帯広市西二十三条南一丁目から同市西二十四条南一丁目に移転。
- 1971年（昭和46年）3月26日 - 電話交換業務を帯広電報電話局に移管。
- 1977年（昭和52年）7月1日 - 和文電報配達業務を帯広電報電話局に移管。
- 1991年（平成3年）6月24日 - 特定郵便局から普通郵便局に局種別改定。
- 1998年（平成10年）9月1日 - 外国通貨の両替および旅行小切手の売買に関する業務取扱を開始。
- 2007年（平成19年）10月1日 - 民営化に伴い、併設された郵便事業西帯広支店に一部業務を移管。
- 2012年（平成24年）10月1日 - 日本郵便株式会社の発足に伴い、郵便事業西帯広支店を西帯広郵便局に統合。

## 取扱内容
- 郵便、印紙、ゆうパック、内容証明
- 貯金、為替、振替、振込、国際送金、外貨両替・トラベラーズチェック、国債、投資信託
- 生命保険、バイク自賠責保険、自動車保険、がん保険、引受条件緩和型医療保険
- ゆうちょ銀行ATM
- 帯広市内の一部地域の集配業務
- ゆうゆう窓口

## 周辺
- JR北海道西帯広駅
- 帯広警察署西帯広交番
- 北海道帯広養護学校
- 北海道帯広盲学校
- 北海道帯広聾学校
- 北海道立高等技術専門学院
- 北海道帯広三条高等学校
- 帯広市立帯広第二中学校
- 帯広市立西小学校
- 津田公園
- 六花亭製菓本社工場
- 十勝バス西帯広郵便局前停留所
- 北海道道214号川西芽室音更線
- 国道38号
- 帯広広尾自動車道芽室帯広IC

## アクセス
- JR根室本線 西帯広駅から西へ約300m（徒歩約3分）
- 十勝バス 西帯広郵便局前停留所下車
- 帯広広尾自動車道 芽室帯広ICから南東へ約1.5km
- 駐車場あり：9台